# Rivière Américaine
La rivière Américaine est un affluent de la rivière Jacquot coulant dans la municipalité de Sainte-Christine-d'Auvergne, dans la municipalité régionale de comté (MRC) de Portneuf, dans la région administrative de la Capitale-Nationale, dans la province de Québec, au Canada.
La foresterie s'avère la principale activité économique du secteur ; les activités récréotouristiques, en second.
La surface de la rivière Américaine (sauf les zones de rapides) est généralement gelée de début décembre à fin mars ; toutefois la circulation sécuritaire sur la glace se fait généralement de fin décembre à début mars.

## Géographie
La rivière Américaine prend sa source du lac Perthuis (longueur : 1,9 km ; altitude 224 m).
L'embouchure de ce lac est située à :
- 2,4 km au nord-est du lac Clair ;
- 6,7 km à l'ouest du centre du village de Sainte-Christine-d'Auvergne ;
- 5,0 km au nord-ouest de la confluence de la rivière Jacquot et rivière Sainte-Anne.

À partir de l'embouchure du lac Perthuis, le cours de la rivière Jacquot coule sur environ 9 km avec une dénivellation de 84 m, selon les segments suivants :
- 6,5 km vers le nord-est notamment en traversant un petit lac non identifié et marécageux (altitude 283 m), en recueillant la décharge du lac Écarté (venant du nord-ouest) puis en serpentant en recueillant la décharge du lac Praxède (venant du nord-ouest), jusqu'au Le Gros Ruisseau (venant du nord) lequel draine le Lac à Théode ;
- 4,8 km vers le sud-est en serpentin jusqu'à son embouchure[2].

Après plusieurs serpentins au fond d'une vallée entre deux montagnes dont la montagne à Jeannot, la rivière Américaine se déverse dans un coude de rivière sur la rive sud-ouest de la rivière Jacquot à :
- 1,7 km à l'ouest d'une courbe de la rivière Sainte-Anne ;
- 3,2 km au nord-ouest du centre du village de Sainte-Christine-d'Auvergne ;
- 3,7 km au nord de la confluence de la rivière Jacquot et de la rivière Sainte-Anne.

De là, le courant descend sur 55,0 km généralement vers le sud et le sud-ouest en suivant le cours de la rivière Sainte-Ann, jusqu'à la rive nord-ouest du fleuve Saint-Laurent.

## Toponymie
Le toponyme rivière Américaine a été officialisé le 5 décembre 1968 à la Banque des noms de lieux de la Commission de toponymie du Québec.